# Conor Maynard
Conor Paul Maynard (Brighton, 21 de novembro de 1992), mais conhecido simplesmente como Conor Maynard, é um cantor inglês. Iniciou sua carreira em dezembro de 2011, após suas apresentações covers postadas em sua conta no YouTube, que tiveram grandes repercussões na mídia e fez com que ele assinasse contrato com a subsidiária da EMI, Parlophone.
Maynard lançou seu primeiro álbum de estúdio, Contrast, a 30 de julho de 2012. O álbum foi precedido pelos singles "Can't Say No" (n.º 2 no Reino Unido) e "Vegas Girl" (n. 4 no Reino Unido). Em 2016, lançou um álbum de covers, Covers. Em 2023, lançou o seu primeiro álbum de originais em mais de uma década, +11 Hours. 

## Biografia

### 2008-11: Inicio de carreira e YouTube
Em 20 de maio de 2006, Maynard enviou para o site de compartilhamento de vídeos YouTube a sua primeira versão cover da faixa "Breathe" original do britânico Lee Carr. Ao longo de 2009-12, Maynard fez diversos covers de músicas junto ao seu amigo Anthony Melo, que reside na Virgínia. Juntos, eles fizeram covers de uma grande variedade de artistas populares, incluindo: "Crawl" de Chris Brown, "Dynamite" de Taio Cruz e "Only Girl (In the World)" de Rihanna. Maynard foi trazido à atenção da gavadora quando o cantor e compositor norte-americano Ne-Yo viu o cover de sua música "Beautiful Monster", tendo entrado em contato com o músico logo depois.

### 2011-atualmente: álbum de estreia
Em novembro de 2011, Maynard foi incluído na lista Brand New For 2012, da MTV britânico-irlandesa, dedicada aos dez artistas a ter atenção nesse mesmo ano. Tal como em anos anteriores, a lista foi a votos por parte do público - tendo sido anteriormente premiados In Case of Fire, Little Boots, Justin Bieber e Mona -, que atribuiu a vitória a Maynard, anunciado como o vencedor em 31 de janeiro de 2012, com cerca de 48% dos votos, tendo o mesmo ficado à frente de Lana Del Rey (3.º lugar) e Charli XCX (7.º lugar).. Em fevereiro de 2012, foi anunciado que Maynard tinha assinado contrato com a Parlophone, gravadora subsidiária da EMI Records, e que os trabalhos começariam nos meses seguintes. O primeiro single, "Can't Say No", foi lançado em território britânico a 15 de abril de 2012 e obteve uma boa recepção dos críticos e nas paradas de sucesso. Lewis Corner do Digital Spy descreveu-o como "brincalhão, divertido e imediatamente deixa você querendo outra chance", enquanto outros compararam Maynard ao cantor canadense Justin Bieber, tanto vocalmente como a nível de direção de carreira. No entanto, Maynard contestou essa afirmação, dizendo: "Eu não sou como Justin Bieber, mas reconheço que ambos ganhamos popularidade através do YouTube."
Na edição de 28 de abril de 2012, "Can't Say No" estreou na segunda colocação da contagem semanal britânica UK Singles Chart, vendendo setenta e quatro mil cópias. A faixa também entrou nas tabelas da Irlanda e Escócia, nas décima terceira e terceira posições, respectivamente. Em 1 de maio do mesmo ano, a faixa "Drowning" foi lançada como single promocional, ao passo que, quatro dias depois, Maynard se apresentou na sétima edição da premiação TRL Awards, da MTV Itália. Em 9 de julho seguinte, Maynard apresentou a canção na rádio Capital FM para mais de oitenta mil ouvintes.
Conor lançou seu segundo single "Vegas Girl" em 21 de julho de 2012, no Reino Unido, que estreou em número 4 no UK Singles Chart. Em 30 de julho, ele lançou Contrast, que estreou no número um na UK Album Chart em 11 de agosto de 2012. O álbum vendeu 17 mil cópias em sua semana de estreia.

## Discografia

### Álbuns
| Titulo   | Detalhes do álbum                                                                         |
| -------- | ----------------------------------------------------------------------------------------- |
| Contrast | - Lançamento: 30 de julho de 2012 - Gravadora: Parlophone - Formato: CD, download digital |

### Singles
| Ano  | Titulo                    | Melhores posições | Melhores posições | Melhores posições | Melhores posições | Melhores posições | Melhores posições | Melhores posições | Melhores posições | Álbum    |
| Ano  | Titulo                    | AUS               | ALE               | BÉL (Fla)         | CAN               | ESC               | IRL               | NZL               | UK                | Álbum    |
| ---- | ------------------------- | ----------------- | ----------------- | ----------------- | ----------------- | ----------------- | ----------------- | ----------------- | ----------------- | -------- |
| 2012 | "Can't Say No"            | 38                | 63                | 35                | 75                | 3                 | 13                | 21                | 2                 | Contrast |
| 2012 | "Vegas Girl"              | 75                | 63                | 79                | —                 | 5                 | 22                | —                 | 4                 | Contrast |
| 2012 | "Turn Around" (com Ne-Yo) | 48                | —                 | 61                | —                 | 9                 | 14                | 28                | 8                 | Contrast |
| 2012 | "Animal" (com Wiley)      | —                 | —                 | —                 | —                 | —                 | 27                | —                 | 6                 | Contrast |